# Irish League 1925-1926
L'Irish League 1925-1926 è stata la 32ª edizione della prima divisione del campionato nordirlandese di calcio.
Il campionato era formato da dodici squadre e il Belfast Celtic vinse il titolo. Non vi furono retrocessioni.

## Classifica finale
| Pos. | Squadra        | G  | V  | N | P  | GF | GS | Punti |
| ---- | -------------- | -- | -- | - | -- | -- | -- | ----- |
| 1    | Belfast Celtic | 22 | 16 | 1 | 5  | 52 | 38 | 33    |
| 2    | Glentoran      | 22 | 13 | 4 | 5  | 53 | 31 | 30    |
| 3    | Larne          | 22 | 11 | 5 | 6  | 45 | 33 | 27    |
| 4    | Ards           | 22 | 11 | 4 | 7  | 56 | 42 | 26    |
| 5    | Distillery     | 22 | 10 | 5 | 7  | 37 | 35 | 25    |
| 6    | Queen's Island | 22 | 9  | 5 | 8  | 42 | 37 | 23    |
| 7    | Glenavon       | 22 | 10 | 3 | 9  | 36 | 37 | 23    |
| 8    | Linfield       | 22 | 8  | 5 | 9  | 47 | 46 | 21    |
| 9    | Portadown      | 22 | 7  | 7 | 8  | 43 | 41 | 21    |
| 10   | Newry Town     | 22 | 5  | 5 | 12 | 33 | 53 | 15    |
| 11   | Cliftonville   | 22 | 4  | 6 | 12 | 29 | 39 | 14    |
| 12   | Barn           | 22 | 2  | 2 | 18 | 25 | 66 | 6     |

G = Partite giocate; V = Vittorie; N = Nulle/Pareggi; P = Perse; GF = Goal fatti; GS = Goal subiti; 